# Monte Ross
Il Monte Ross è uno stratovulcano, attivo nel tardo Pleistocene e la più alta montagna delle Isole Kerguelen nell'Oceano Indiano, essendo situata a 1.840 s.l.m.. Costituita essenzialmente di basalto, si trova nell'isola principale dell'arcipelago (denominata anche Isola della Desolazione), a breve distanza dalla costa meridionale, nella penisola Gallieni. Presenta una doppia sommità con il grande Ross e il piccolo Ross posto a 1.721 metri.

## Origini del nome
Chiamata “Mount Ross” dalla spedizione HMS Challenger nel 1874 in omaggio all'esploratore polare Sir James Clark Ross (1800-1862)  - che visitò l'arcipelago nel 1840- la montagna, molto vicina alla costa e soprannominata “Forked Mount” (Monte biforcuto) e “Snowy Peak” (Picco nevoso) dai balenieri del XIX secolo2, è stata poi chiamata Grand Ross e Petit Ross.

## Geografia
Il Monte Ross è una montagna ripida, in parte coperta da ghiacciai e di difficile accesso. Situato sulla penisola di Gallieni, a sud della Grande Terre, ha una doppia cima con il Grand Ross, il più alto a 1.850 metri, e il Petit Ross che culmina a 1.721 metri. Queste due cime formano il bordo occidentale di una caldera che si apre a ferro di cavallo verso est. In questa caldera, dove sorge il ghiacciaio Buffon, si trovano due cime più piccole, il Pic du Cratère e il Piton Central. Le pareti meridionali e occidentali della montagna si tuffano verso l'Oceano Indiano, mentre la caldera è rivolta a est verso i monti Andrée Aubert de la Rüe e la parete settentrionale è collegata alle altre cime della penisola di Gallieni.

## Storia
Nel 1929, Edgar Aubert de la Rüe visitò la zona e scrisse: “Sebbene la cima rimanga ostinatamente nascosta, la vista del cratere è molto bella. Ghiacciai a picco cadono da ogni parte e si uniscono ai piedi del "recinto" per formare un unico, grandissimo ghiacciaio che occupa l'intero pavimento. Diversi picchi ripidi e privi di ghiaccio sporgono dal bordo, oltre a una sorprendente tavola lavica di perfetta orizzontalità”. Il 31 gennaio, in una giornata limpida, pensò di scalarla, scrivendo: “Nessuno ha ancora tentato di scalare questa cima, che è alta quasi 2.000 metri. [...] Da est la salita è assolutamente impraticabile, ma credo che si possa fare da sud e ancora meglio da ovest, dove solo gli ultimi mille metri sono veramente ripidi. Non sembra che ci siano grosse difficoltà per raggiungere il punto di partenza della salita finale. Un campo avanzato dovrebbe essere allestito a circa 1.000 metri di quota, ai piedi della doppia cima terminale, per attendere il giorno giusto per la salita”. L'obiettivo di Aubert de la Rüe non era la vetta ma solo il cratere, che effettivamente raggiunse e lasciò il 4 febbraio.
Il Monte Ross è stato scalato per la prima volta solo nel 1975, diventando così l'ultima cima francese ad essere conquistata: la prima salita è stata effettuata il 5 gennaio 1975 dagli alpinisti francesi Jean Afanassieff e Patrick Cordier, seguiti il 12 gennaio da altri tre alpinisti della loro spedizione, Patrice Bodin, Denis Ducroz e Georges Polian. Il 26 novembre 2001, il gruppo militare d'alta montagna, composto da Philippe Renard, Thierry Bolo, Laurent Miston, Antoine Cayrol, François Savary, Grégory Muffat-Joly e Vasken Koutoudjian, ha effettuato la seconda ascensione della vetta, partendo da una variante della parete nord.
La prima traversata della montagna, che collega il Petit Ross e il Grand Ross, è stata completata da un team guidato dall'alpinista Lionel Daudet nel dicembre 2006